# الغسالة (فلم)
الغسالة كوميدي خيالي مصري من إنتاج سنة 2020. الفيلم من إخراج عصام عبد الحميد، وتأليف عادل صليب، وإنتاج تامر مرسي، ومن بطولة أحمد حاتم، وهنا الزاهد، ومحمود حميدة، ومحمد سلام، وأحمد فتحي.

## ملخص القصة
- في إطار كوميدي خيالي، تدور الأحداث حول غسالة متطورة يمكن من خلالها السفر عبر الزمن، مما يتسبب في العديد من الصراعات والمفارقات بين مستخدميها في رحلاتهم.

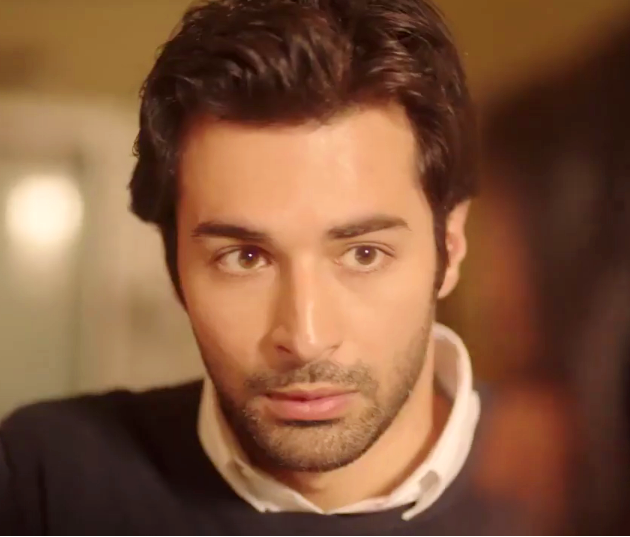
أحمد حاتم في دور عمر هاشم الضبع/الحاضر

## طاقم التمثيل
| - محمود حميدة: عمر - المستقبل - أحمد حاتم: عمر - الحاضر - هنا الزاهد: عايدة - الحاضر - محمد سلام: سامح - الحاضر - أحمد فتحي: سيد - طاهر أبو ليلة: سامح - المستقبل - شيرين رضا: عايدة - المستقبل - بيومي فؤاد: هاشم الضبع - سامي مغاوري: د.إبراهيم ضيف شرف | - محمد ثروت: عم سيد - ضيف شرف - مصطفى هريدي: علاء - ضيف شرف - محمود الليثي: الممرض - ضيف شرف - علي الطيب: المريض - ضيف شرف - جيلان علاء: ضيفة شرف - محمد جمال قلبظ: ضيف شرف - حسن أبو الروس: ضيف شرف - أحمد مظهر: والد عايدة - ملك بدوي: فتاة الديسكو | - هاجر القربي: فتاة الجامعة - ديدي أمين: سيدة البلكونة - زكي لوجو: صنقر - عمرو عبد العظيم: رجل الأتوبيس - مراد علام: رجل الأتوبيس - أحمد عبد الصبور: رجل الأوتوبيس - هدى شحاتة: سيدة الأتوبيس - أحمد مجدي:شاب 1 |

- الأطفال: محمد فرج:عمر صغيرا - ريماس محمد:عايدة صغيرا- مروان إيهاب: سامح صغير

## أيام الفيلم
- اليوم الأول: الوصول
- اليوم الثاني: العودة
- اليوم الثالث :التحول
- اليوم الرابع: تغيير الماضي
- اليوم الخامس:الخيانة
- اليوم السادس: خطة الترمينيتور

## الإنتاج
- كتب عادل صليب قصة وسيناريو الفيلم، وكان الفيلم من إخراج عصام عبد الحميد. المنتج تامر مرسي.[5][6][7][8]

## روابط خارجية
- مقالات تستعمل روابط فنية بلا صلة مع ويكي بيانات